# Kolorimetri (kemi)
För Kolorimetri som strålningsmätning se Kolorimetri (optik)
Ska inte förväxlas med Kalorimetri. 
Kolorimetri är en kemisk analysmetod, som innebär att man bestämmer koncentrationen av ett färgämne i lösning genom jämförelse av färgintensiteten med standardlösningar av det färgade ämnet. Har till exempel lösningen samma färg som en 6-procentig standardlösning antas provet ha denna koncentration. Ofärgade ämnen kan omvandlas till färgade genom lämplig tillsats. Exempelvis bildar joner av trevärt järn (Fe3+) intensivt rött komplex vid tillsats av tiocyanat. En kolorimeter är en anordning som används för att testa storleken på en lösning genom att mäta dess absorbans av en specifik ljusvåglängd (inte att förväxla med tristimuluskolorimetern som används för att mäta färger i allmänhet).

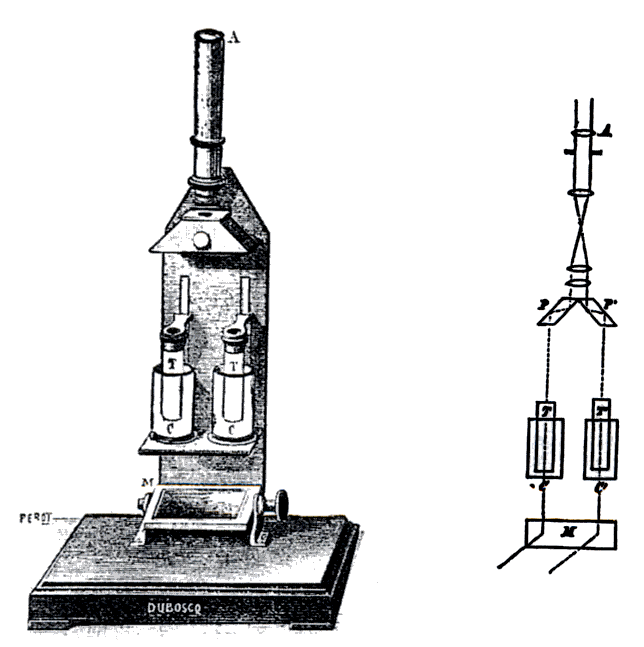
En Duboscqkolorimeter, 1870, som möjliggjorde visuell jämförelse av absorptionerna i två kolumner av vätskor samtidigt som deras djup justerades

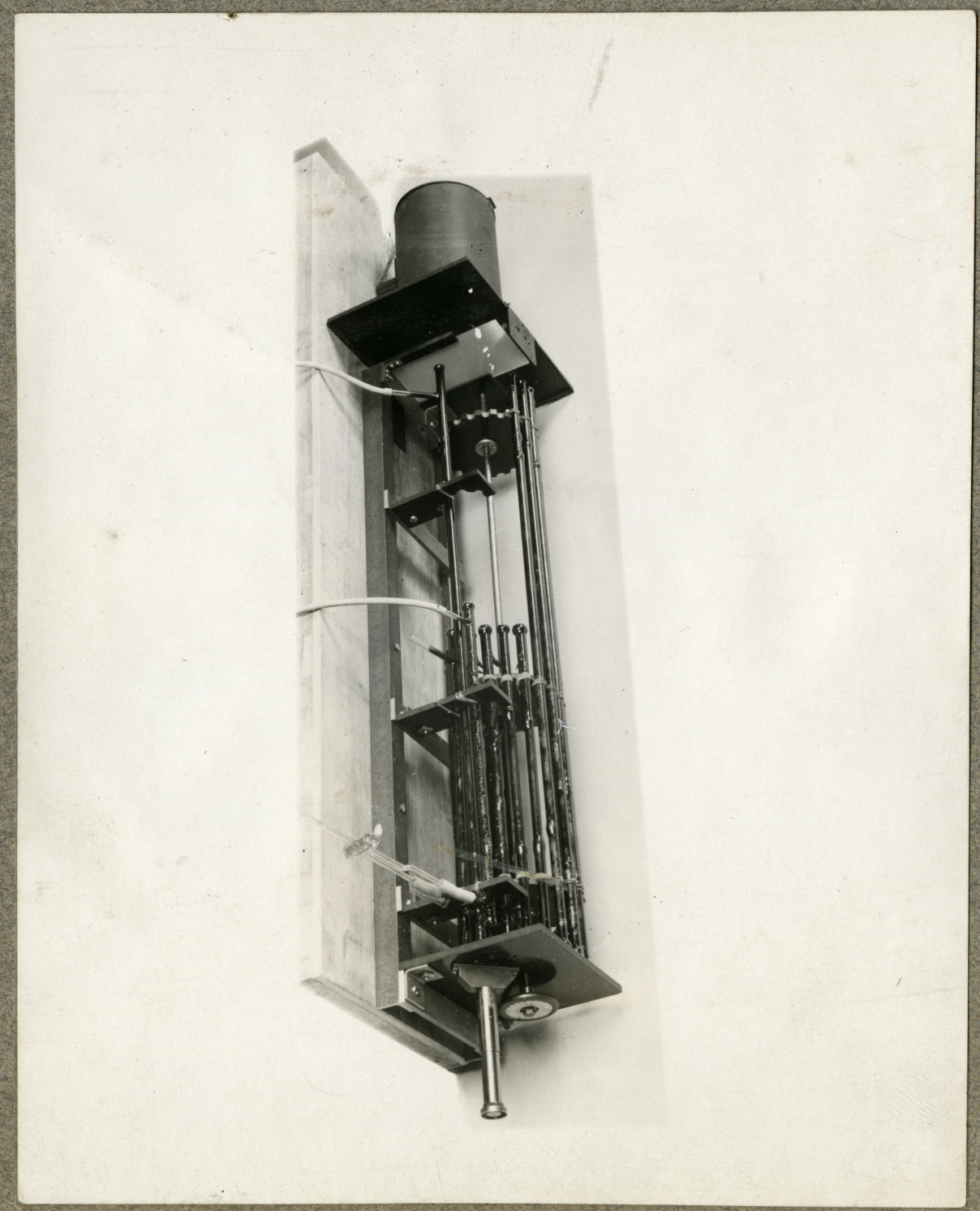
Kolorimeter för NO_{2}-analys, Fixed Nitrogen Research Laboratory, ca.1930

För att använda kolorimetern måste olika lösningar göras, även en kontrollerad referens av känd koncentration. Med en visuell kolorimeter, till exempel Duboscq -kolorimetern som visas, kan längden på ljusvägen genom lösningarna varieras när filtrerat ljus som sänds genom dem jämförs för en visuell matchning. Koncentrationen gånger väglängden anses vara lika när färgerna matchar, så koncentrationen av det okända kan bestämmas med enkel proportionering. Nesslerrör fungerar enligt samma princip.
Det finns också elektroniska automatiserade kolorimetrar. Innan dessa maskiner används måste de kalibreras med en kyvett som innehåller kontrolllösningen. Koncentrationen av ett prov kan beräknas från intensiteten av ljus före och efter att det passerar genom provet med hjälp av Beers lag. Fotoelektriska analysatorer kom att dominera på 1960-talet.
Färgen eller våglängden på filtret som väljs för kolorimetern är mycket viktig, eftersom våglängden på ljuset som överförs av kolorimetern måste vara densamma som absorberas av ämnet som mäts. Till exempel kan filtret på en kolorimeter ställas in på rött om vätskan är blå.

## Absorptionskolorimeter
För att använda den här enheten måste olika lösningar göras, och en kontroll (vanligtvis en blandning av destillerat vatten och en annan lösning) fylls först i en kyvett och placeras inuti en kolorimeter för att kalibrera apparaten. Först efter att enheten har kalibrerats kan den användas för att hitta densitet och/eller koncentration för de andra lösningarna. Det sker genom upprepad kalibreringen, förutom med kyvetter fyllda med de andra lösningarna. Filtret på en kolorimeter måste ställas in på rött om vätskan är blå. Storleken på filtret som ursprungligen valts för kolorimetern är mycket viktig, eftersom våglängden på ljuset som överförs av kolorimetern måste vara samma som den som absorberas av ämnet. 

## Kolorimetriska analyser
Kolorimetriska analyser använder reagens som genomgår en mätbar färgförändring i närvaro av analyten. De används ofta inom biokemi för att testa förekomsten av enzymer, specifika föreningar, antikroppar, hormoner och många fler analyter. Till exempel,
- para-Nitrofenylfosfat omvandlas till en gul produkt av alkaliskt fosfatasenzym.
- Coomassie Blue är ett aromatiskt färgämne som binder till aromatiska proteiner och positivt laddade aminosyrarester i proteinstrukturen.[4] Bindningsinteraktionen resulterar i ett spektrumskifte, vilket möjliggör kvantitativ mätning av proteinkoncentrationen. En liknande kolorimetrisk analys, bicinchoninsyraanalysen, använder en kemisk reaktion för att bestämma proteinkoncentrationen.
- Biuretanalysen använder ett biuretreagens som blir lila i närvaro av proteiner på grund av kelatbildning av kopparsalter i en alkalisk lösning.[5]
- Enzymkopplade immunanalyser använder enzymkomplexade antikroppar för att detektera antigener. Bindning av antikroppen härleds ofta från färgförändringen av reagenser som TMB.